# والتر أوسبورن
والتر أوسبورن (بالإنجليزية: Walter Osborne)‏ هو رسام أيرلندي، ولد في 17 يونيو 1859 في دبلن في جمهورية أيرلندا، وتوفي بنفس المكان في 24 أبريل 1903 بسبب ذات الرئة.